# Remoulins
Remoulins is een gemeente in het Franse departement Gard (regio Occitanie). De plaats maakt deel uit van het arrondissement Nîmes. Remoulins telde op 1 januari 2022 2.268 inwoners.

## Geografie
De oppervlakte van Remoulins bedroeg op 1 januari 2022 8,24 vierkante kilometer; de bevolkingsdichtheid was toen 275,2 inwoners per km².

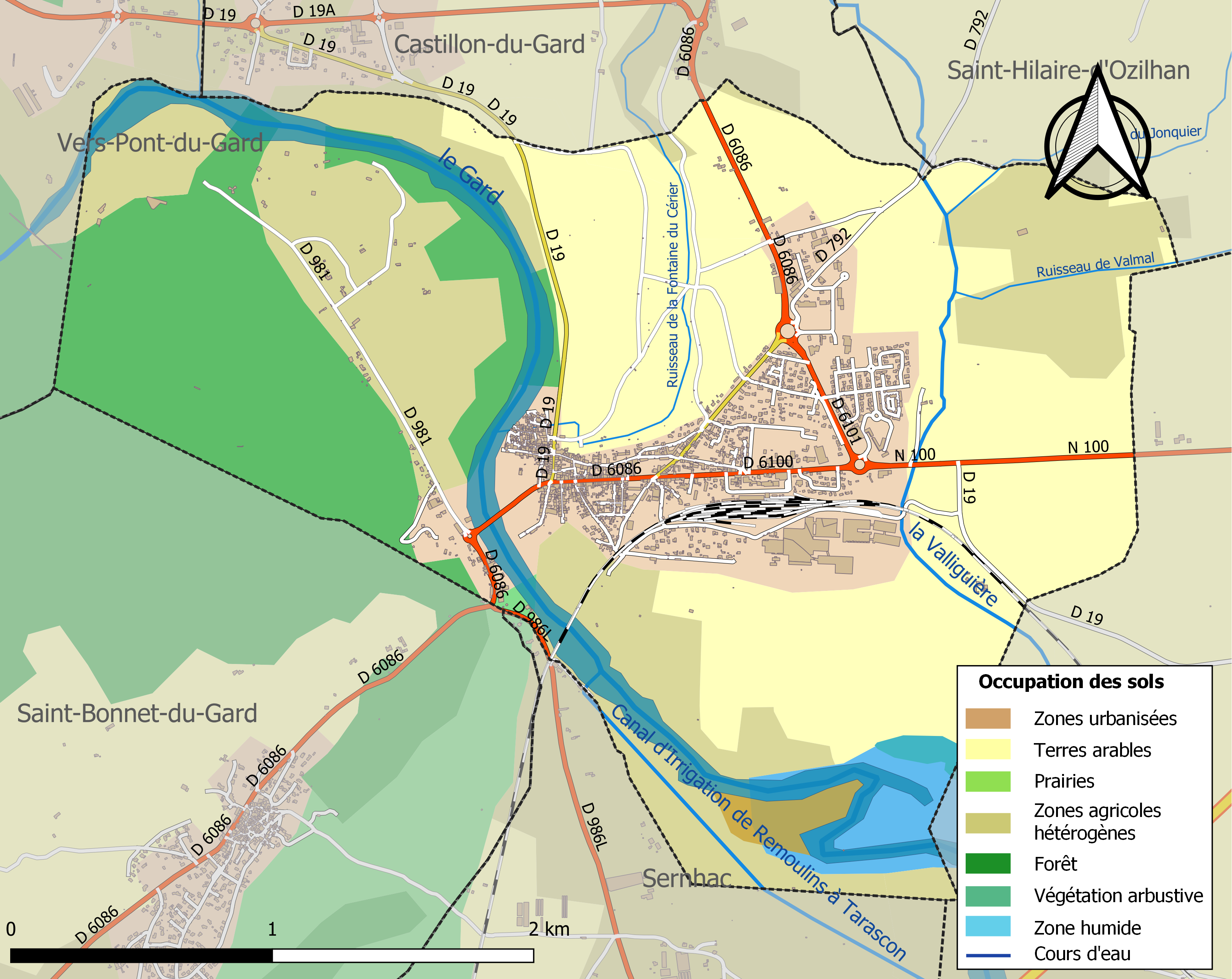
Kaart van de gemeente met belangrijkste infrastructuur, bodemgebruik en omliggende gemeenten

## Demografie
Onderstaande figuur toont het verloop van het inwonertal (bron: INSEE-tellingen).

## Afbeeldingen

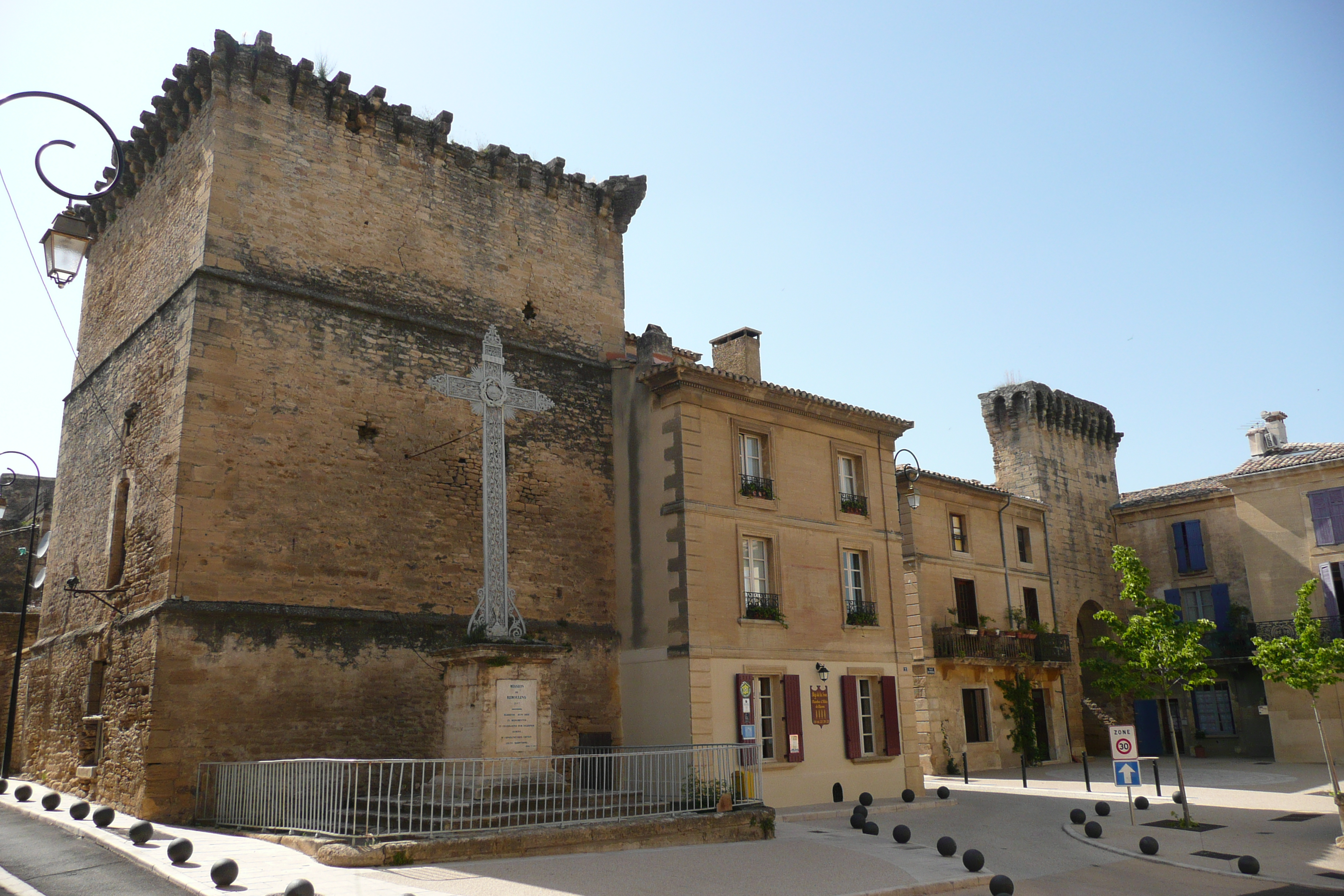
Stadsmuur
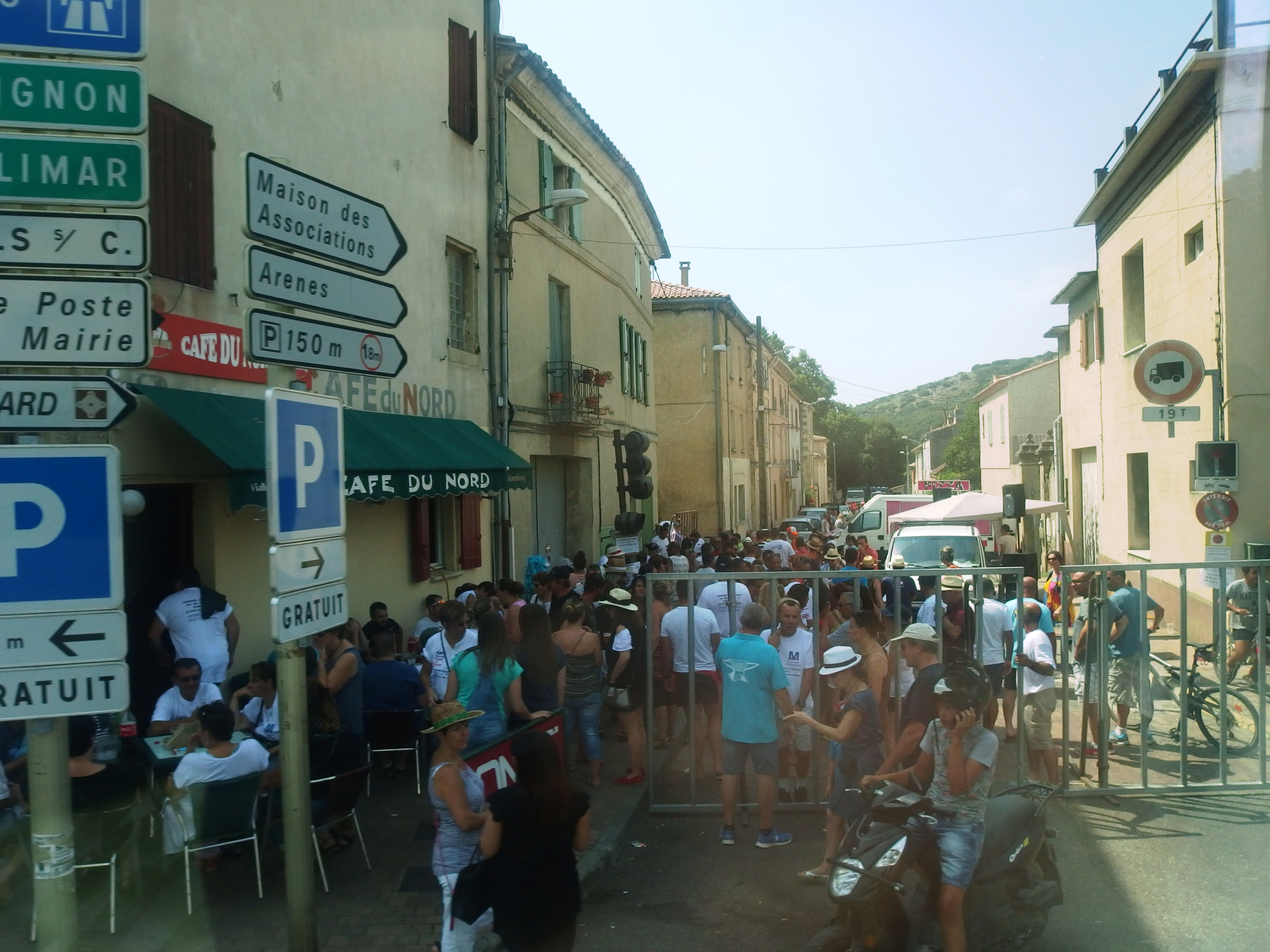
Centrum
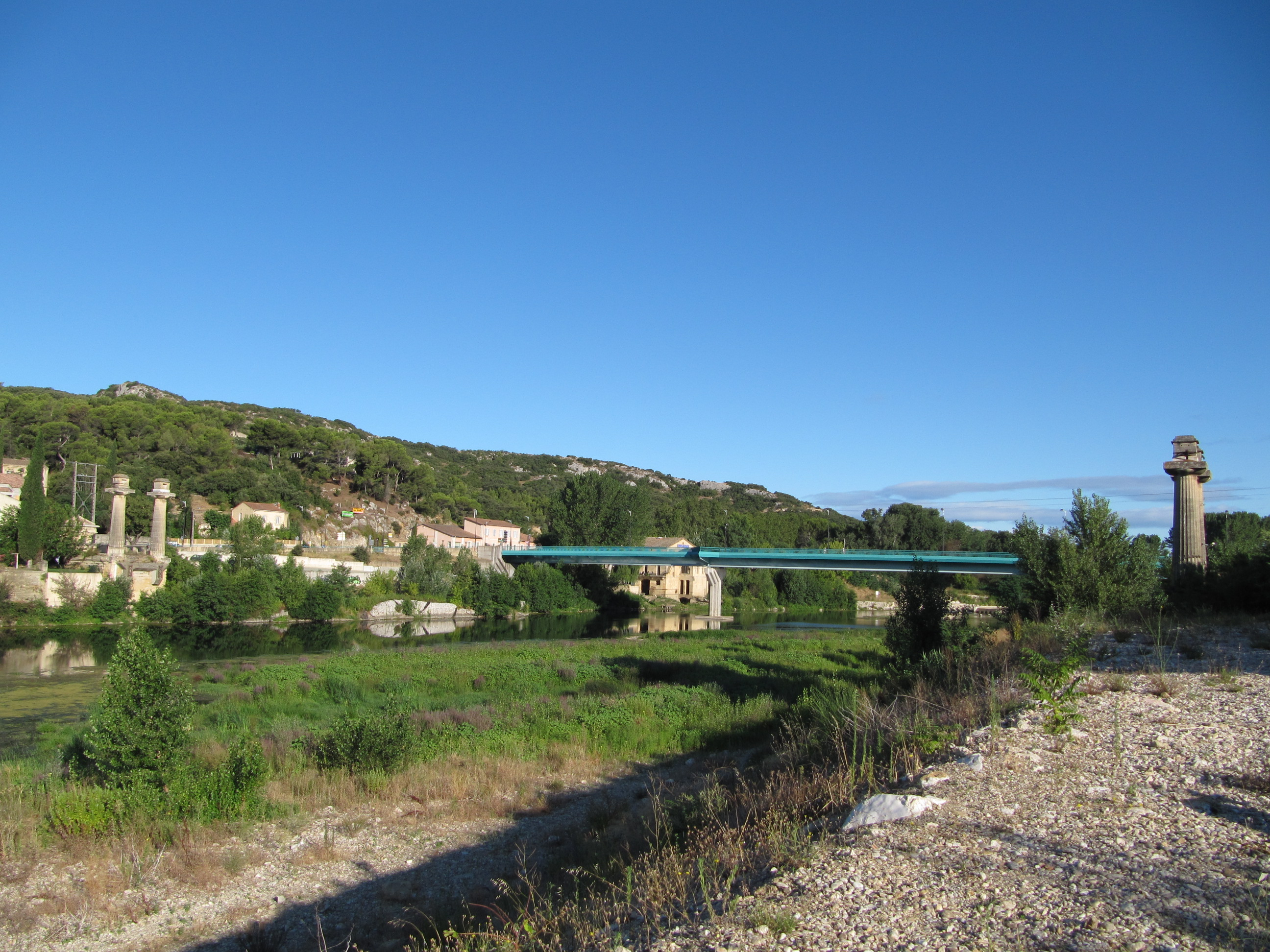
Brug over de Gard (met restanten van oude brug
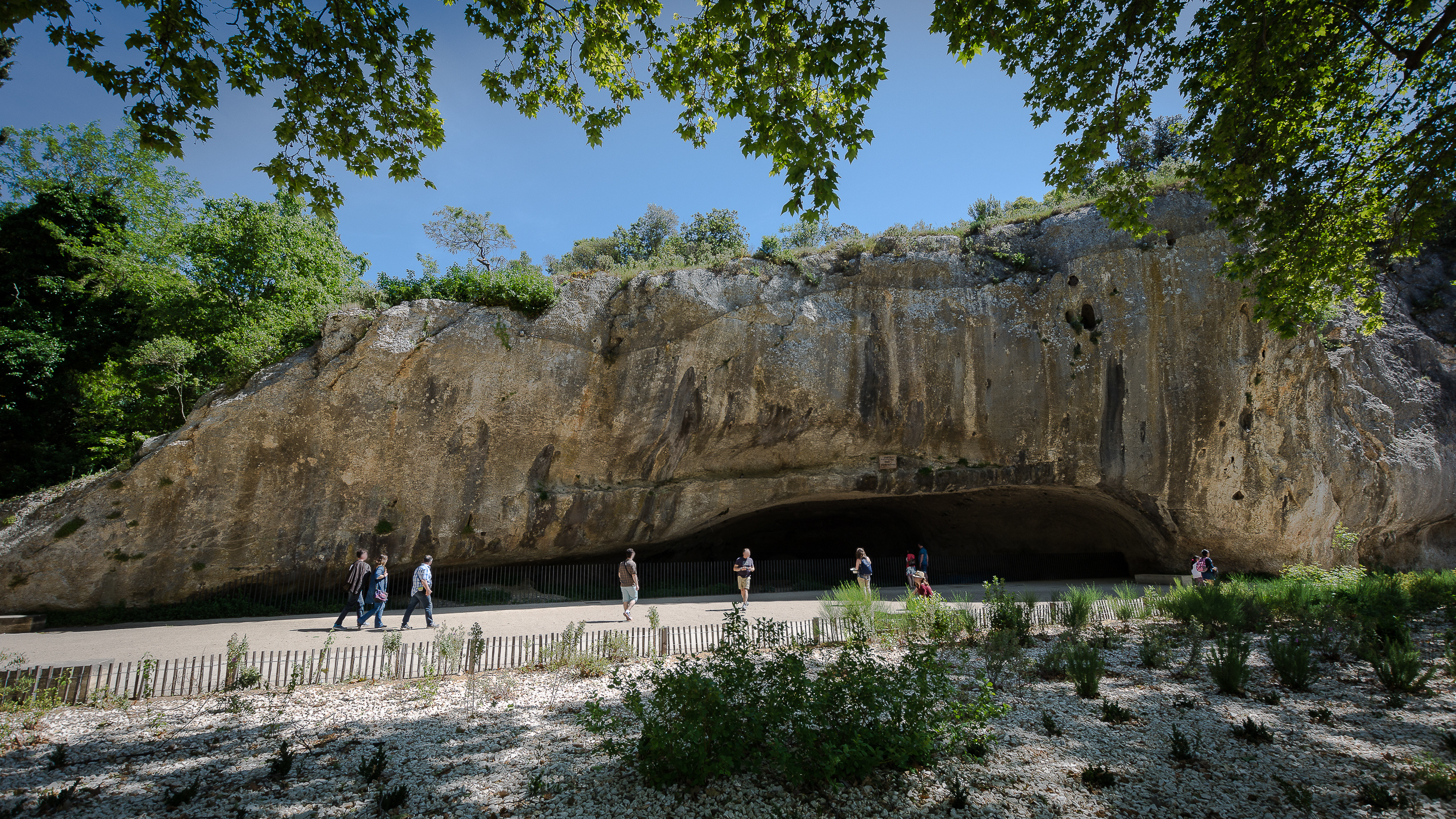
Grotte de la Salpêtrière
Pont du Gard